# توماس جي. كريمر
توماس جي. كريمر هو محامي وسياسي أمريكي، ولد في 26 مايو 1843 في مقاطعة ليتريم في جمهورية أيرلندا، وتوفي في 4 أغسطس 1914 في نيويورك في الولايات المتحدة. نشط حزبياً في الحزب الديمقراطي. وقد انتخب عضو جمعية ولاية نيويورك ‏ وانتخب عضو مجلس ولاية نيويورك ‏ وانتخب عضو مجلس النواب الأمريكي ‏.